# Lispe cyrtoneurina
Lispe cyrtoneurina este o specie de muște din genul Lispe, familia Muscidae, descrisă de Stein în anul 1900. Conform Catalogue of Life specia Lispe cyrtoneurina nu are subspecii cunoscute.